# Tolpis macrorhiza
Tolpis macrorhiza — вид рослин з родини Айстрові (Asteraceae), ендемік Мадейри.

## Опис
Багаторічна трав'яна рослина висотою до 10 см. Стовбур голий, простий або розгалужений. Листки голі, еліптичні, від ланцетних до обернено-ланцетних, зубчасті. Квіткові голови діаметром 7-13 мм, язичкові квітки жовті. Плід — сім'янка. Квітне у червні — серпні.

## Поширення
Ендемік архіпелагу Мадейра (о. Мадейра).
Населяє скелясті схили в лаврових лісах Мадейри та центральний гірський масив.